# Piptochaetium angolense
Piptochaetium angolense là một loài thực vật có hoa trong họ Hòa thảo. Loài này được Phil. miêu tả khoa học đầu tiên năm 1896.